# Naval Station Rota
Naval Station Rota (NAVSTA Rota) – baza marynarki wojennej Stanów Zjednoczonych w hiszpańskiej Rocie, współużytkowana wraz z hiszpańską marynarką wojenną. W czasach zimnej wojny najbardziej strategiczna baza amerykańskiej Marynarki Wojennej – port macierzysty 16 Eskadry Okrętów Podwodnych, trzonu strategicznych sił jądrowych Floty Atlantyku. Od tego czasu, Stany Zjednoczone są jedynie dzierżawcą części bazy floty Hiszpanii (Base Naval de Rota), z możliwością wywieszenia amerykańskiej flagi jedynie w szczególnych okolicznościach, np. amerykańskich świąt państwowych, aby na podstawie umowy Agreement for Defense Cooperation prowadzić wspólne operacje morskie.
26 września 1953 roku Stany Zjednoczone zawarły z Hiszpanią umowę o Wzajemnej Obronie, Pomocy Ekonomicznej i Obronnej. Na jej podstawie Stany Zjednoczone rozpoczęły budowę bazy morskiej w Rocie. Po zakończeniu jej budowy, baza zaczęła być współużytkowana zarówno przez flotę amerykańską, jak też hiszpańską. Od 28 stycznia 1964 roku, najważniejszym użytkownikiem bazy stała się amerykańska 16 Eskadra Okrętów Podwodnych, w skład której wchodziły okręty typu Lafayette, James Madison oraz Benjamin Franklin – nosiciele strategicznych pocisków balistycznych SLBM Polaris i Poseidon. W roku 1979, na skutek zawartego w 1976 r. Traktatu o Przyjaźni i Współpracy pomiędzy Hiszpanią a USA, 16 Eskadrę przeniesiono do nowo utworzonej w tym celu Naval Submarine Base Kings Bay w Georgii, na wschodnim wybrzeżu Stanów Zjednoczonych. Baza w Rocie wciąż jednak używana jest przez obydwie marynarki wojenne, przy czym za bezpieczeństwo zewnętrzne bazy odpowiada flota Hiszpanii, obydwie zaś floty odpowiedzialne są za bezpieczeństwo wewnętrzne.
Baza w Rocie, ze względu na swe strategiczne położenie w pobliżu Cieśniny Gibraltarskiej, jest ważnym centrum kontroli ruchu morskiego. Szczególnego znaczenia kontrola ta nabrała w latach sześćdziesiątych i siedemdziesiątych XX wieku, w okresie intensyfikacji działalności nawodnej i podwodnej floty radzieckiej na obszarze Morza Śródziemnego. Pierwotnie zadania kontroli ruchu w cieśninę pełniło przede wszystkim lotnictwo morskie bazy w Rocie, z czasem jednak główny ciężar tego typu zadań przejęła na siebie VI Flota Stanów Zjednoczonych, dla której baza w Rocie stanowi punkt oparcia.
Od lutego 2014 roku, w bazie stacjonują amerykańskie okręty systemu antybalistycznego Aegis, europejskiego systemu obrony antybalistycznej NATO.